# Phonebloks
Le Phonebloks est un concept de smartphone modulaire créé par le designer hollandais Dave Hakkens dans le but de réduire les déchets électroniques. Bien que le Phonebloks ne soit pas la première tentative de téléphone modulaire, il obtient un soutien notable. 
En 2013, Google, via Motorola Mobility, à l'époque sa filiale de téléphonie mobile, annonce le lancement du projet Ara afin de développer un smartphone reposant sur le modèle du Phonebloks d'ici à janvier 2015. Le projet prend du retard et est reporté à 2016. Le lancement est tout d'abord reporté en 2017, mais le projet perd ses principaux intérêts (CPU, RAM et écran non remplaçables), avant d'être abandonné.

## Concept
Le Phonebloks se compose d'une carte mère de smartphone sur laquelle des blocs, appelés Bloks, peuvent être ajoutés par l'utilisateur du smartphone. Chaque bloc possède une fonctionnalité (appareil photo, batterie, carte mémoire...), l'utilisateur peut moduler le smartphone en fonction de ses besoins. 

## Campagne sur les réseaux sociaux
En 2013, alors que le concept recevait déjà une large couverture des médias tels que CNN, Forbes ou Yahoo ! News, le concept du Phonebloks a eu un retentissement considérable sur les réseaux sociaux comme Twitter, Facebook et principalement sur la plateforme de crowdspeaking Thunderclap (website) (en) avec plus de 950 000 supporters et une audience sociale de plus de 380 millions de personnes.